# El senyor Klein
El senyor Klein (títol original: M. Klein) és una pel·lícula francesa, del 1976 dirigida per Joseph Losey, amb Alain Delon, com a productor i actor principal. Ha estat doblada al català.

## Argument
El 1942 a París, sota l'ocupació alemanya, l'alsacià Robert Klein fa negocis, sobretot comprant a bon preu objectes d'art a jueus en dificultats. Quan ha acabat de comprar un petit quadre del mestre neerlandès Adriaen van Ostade, descobreix entre el seu correu un exemplar d'Informacions jueves, periòdic distribuït per subscripció especial.
El negociant s'adona que existeix un altre Robert Klein, homònim, abonat al periòdic perquè és jueu i fitxat com tal a la prefectura de policia. Des d'aleshores, el seu nom agafa consonancies sospitoses i en converteix en "carn de patíbul". Atrapat en una trampa kafkiana, buscant blanquejar-se, no fa més que augmentar la sospita de les autoritats de Vichy respecte a ell. Descobreix que el seu doble és només jueu, sinó també resistent, i que fa servir la seva homonimia per portar activitats clandestines. Finalment proveït de falsos papers, el Klein-negociant buscarà fugir abans de renunciar-hi, atrapat per la necessitat de conèixer aquell del qui és la víctima.
Desafortunadament denunciat per l'advocat del Klein-negociant en el moment mateix de la seva trobada finalment possible, amb el Klein-jueu i resistent, aquest és detingut. Com el seu doble, l'altre Klein també és detingut l'endemà, en la redada del velòdrom d'hivern del 16 de juliol de 1942. Malgrat el testimoniatge in extremis provant que no és jueu, la presència en el convoi de deportats cap a Alemanya del seu homònim l'empeny a provar parlar-hi: atrapats pel destí, acaben tots dos deportats sense haver-hi aconseguit mai trobar-se. Com un reflex de la seva mala consciència, el negociant es troba en el mateix vagó que el seu client jueu (interpretat per Jean Bouise) amb el qual tot hi havia començat

## Repartiment
- Alain Delon: Robert Klein
- Jeanne Moreau: Florence
- Francine Bergé: Nicole
- Juliet Berto: Jeanine
- Jean Bouise: el venedor l'altre Klein
- Suzanne Flon: la conserge
- Massimo Girotti: Charles
- Michael Lonsdale: Pierre
- Louis Seigner: el pare Klei
- Pierre Vernier: un policía
- Etienne Chicot: un policía
- Maurice Vallier

## Premis i nominacions
premis
- César a la millor pel·lícula
  - César al millor director per Joseph Losey
  - César al millor decorat per Alexandre Trauner

nominacions
- César al millor actor per Alain Delon
- César a la millor fotografia per Gerry Fisher
- César al millor muntatge per Henri Lanoë
- César al millor so per Jean Labussière

## Recerca identitària i mirada sobre l'altre
La primera escena, que descobreix una dona madura, totalment nua, examinada com ramaderia i catalogada com jueva per un metge, es troba amb la indiferència de Klein, ric negociant per qui obres d'art i congeneres no semblen més que mercaderies. Klein no ésl jueu: però investigant metòdicament sobre el seu homònim, es troba perseguint la seva pròpia identitat. Descobreix a poc a poc la vida de gent de la qual ho ignorava tot; al punt de ser ell mateix sospitós, marginat.
L'última escena - que veu Klein renunciar al seu deixeu-passar per seguir el moviment de la multitud en els vagons - dona peu a diferents interpretacions: voluntat de compartir la sort dels jueus amb els quals s'identifica des d'aleshores, o la perdició d'un home egoista i indiferent. Mentre el convoi els sacseja, Klein es troba al costat del jueu que li havia cedit el quadre neerlandès. La pel·lícula s'acaba amb l'eco poc gloriós de les converses amb aquest mateix home al qual hi havia comprat la tela per la meitat del seu valor.
Joseph Losey apareix en una de les últimes escenes de la pel·lícula, en la multitud dels jueus deportats del Vel' d'Hiv, un senyor gran al seu costat.

### Simbolisme i referències
Losey, sense realitzar únicament una reconstrucció de la vida i de l'estatus dels jueus sota l'ocupació, integra elements històrics en una manera de fer artística, fins i tot metafísica. Alguns crítics, en l'estrena, van manifestar una gran incomprensió cap aquesta manera de fer. Així, la semblança de la pel·lícula amb les obres de Franz Kafka ha estat sovint destacada, sobretot l'enllaç amb la novel·la La metamorfosi, relat de la transformació brutal i súbita d'un home en escarabat; amb El Castell que descriu una recerca identitària pel coneixement de l'altre; o amb El Procés en el qual un individu és condemnat, i finalment a mort, sense que ningú, sobretot ell, no hagi ni entrevist la naturalesa de les acusacions de les quals se l'acusa. Però a Senyor Klein, la qüestió de la identitat és encara més central. Qui sóc? Jo mateix o un altre? "Jo té tot plegat un sentit o jo sóc" alguna cosa diferent a cada instant i segons les circumstàncies? Aquesta qüestió constitueix també el tema de diverses pel·lícules com El general de la Rovere, de Rossellini (1959), Le Retour de Martin Guerra (Daniel Vigne, 1982) o Sommersby de Jon Amiel (1993).